# Den tunna blå linjen

Tunna blå linjen-flaggan.

Amerikansk tunna blå linjen-flagga.

Svensk tunna blå linjen-flagga.

Den tunna blå linjen, även thin blue line, är ett uttryck som vanligtvis utgår från tanken att polisen är den linje som hindrar samhället från att hamna i ett våldsamt kaos. Det "blå" i "den tunna blå linjen" syftar till den  blå färgen på polisens uniformer. Det är också en symbol och flagga som används av polisen samt deras anhöriga och andra som stöder polisen. Den används också för att hedra poliser som skadats eller dödats i tjänst. Flaggan är svart med en tunn blå linje horisontellt tvärs över den. Under 2000-talet har symbolen börjat få rasistiska förtecken och används ofta av högerextrema grupper i Nordamerika och alltmer i Europa.
Flaggan används själv eller projiceras över till exempel en nationsflagga, som avbildas i gråskala men med en blå linje horisontellt genom den. Den representeras också av en ensam blå linje, eller ett band i svart med en smal blå linje längs mitten, över uniformsdetaljer. Det svarta bandet med central blå linje kan bäras i form av en ögla.

## Historik
Uttrycket är en pastisch på "den tunna röda linjen" som ursprungligen beskrev en engelsk försvarslinje som, iförda sina rödrockar, bildade en tunn men ståndaktig linje mot en anfallande rysk arme under Krimkriget 1843. En journalist skrev om tapperheten hos "den tunna röda linjen," och det inspirerade bland annat Rudyard Kipling till en rad i dikten Tommy om en soldat, som inte ser sig som hjälte, men gör sin plikt för sina kamrater, sitt regemente och för att skydda landet. Frasen har sedermera blivit både film- och boktitlar om mod eller nödvändigheten att göra det rätta för sina kamrater trots svagt stöd från ledningen eller samhället.
Uttrycket började användas ibland om polisen när de började förknippas med den blå färgen, bland annat användes "tunna blå linjen" om polisen 1922 av en polischef i New York, Richard Enright, i ett försvarstal när polisen kritiserades. På 1950-talet användes uttrycket som titel på en dokumentär teve-serie, The Thin Blue Line, av och om Los Angeles-polisen, som initierats i PR-syfte av polischefen William H. Parker.

## Användning
Den tunna blå linjen fick ett bredare genomslag under 1970-talet i den amerikanska polisen, den prydde dekaler på bilar, T-shirts och märken som sattes uniformspersedlar och kläder bland poliser och anhöriga. Den fick ett större genombrott som flagga 2014 i samband med att det inom kort tid var flera poliser som dödades i tjänst och på 2010-talet har den fått fäste som uttryck och symbol även hos den svenska polisen.
Flaggan populariserades strax efter att proteströrelsen mot polisiärt övervåld mot rasifierade, Black Lives Matter rörelsen, initierades och den togs upp som symbol bland en del motdemonstranter. Det skapades också en motrörelse, Blue Lives Matter, som använt symbolen. Den skapades med det uttalade syftet att uppmärksamma polisernas utsatthet men som kritiserats för att den bortser från strukturella problem och menade att kriminella får skylla sig själva. Flaggorna och den blåa linjen syntes sedan ofta under den amerikanska presidenten Donald Trumps valkampanj 2020 efter att han sedan länge tagit avstånd från Black Lives Matter. Det ledde till att flera polisdistrikt förbjöd polisen att bära symbolen på sina persedlar eller kringutrustning, eftersom den riskerar att uppfattas som ett politiskt ställningstagande.
Våren 2021 hade den svenska tv-serien Tunna blå linjen premiär, som är en dramaserie som utspelar sig i polismiljö. Den har tagit sitt namn efter symbolen och dess symbolik. Serien har slagit tittarrekord för drama-serier på SVTPlay. 